# Aromantism

Steagul aromantismului

Aromantismul este lipsa atracției, interesului sau dorinței romantice față de activitatea romantică. Ea poate fi considerată lipsa orientării romantice sau una din cele patru variații ale acesteia, alături de heteroromantism, homoromantism și biromantism. Mai multe studii au plasat prevalența aromantismului la 1%.
Pe de altă parte o persoană aromantică poate fi bisexuală, homosexuală sau heterosexuală.
Aromantismul și asexualitatea sunt termeni diferiți. Asexualitatea (sau nonsexualitatea) este lipsa atracției, interesului sau dorinței sexuale față de activitatea sexuală. Ea poate fi considerată lipsa orientării sexuale, sau una din cele patru variații ale acesteia, alături de heterosexualitate, homosexualitate și bisexualitate. Asexualitatea este distinctă de abstinența de la activitatea sexuală și de celibat, care sunt de obicei și în general motivate de factori precum convingerile personale sau religioase ale individului; orientarea sexuală, spre deosebire de comportamentul sexual, este considerată a fi "de durată". Spre deosebire de asexualitate, aromantismul se referă doar la orientarea romantică sau, mai degrabă, la lipsa acesteia.